# Divadlo Reduta
Divadlo Reduta je součástí Národního divadla v Brně, sídlí na Zelném trhu.

## Historie divadla
Brněnská Reduta je zmiňována již roku 1608 a je tak nejstarší divadelní budovou ve střední Evropě.
Město Brno koupilo okolo r. 1600 zchátralý Lichtenštejnský palác na nároží Zelného trhu v Brně a zřídilo zde tzv. "Novou tavernu", později zvanou "Velkou". Sloužila významným hostům, kteří do města přijížděli.

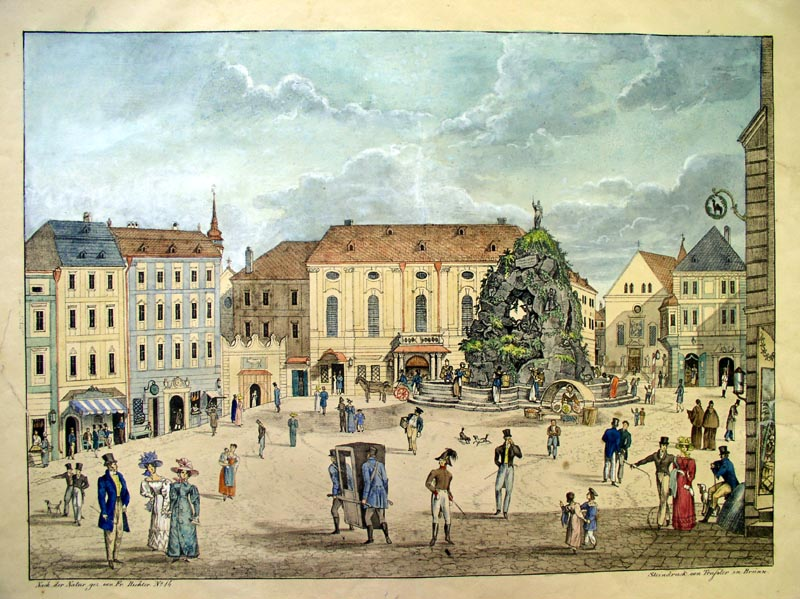
Zelný trh s Redutou, kolorovaná litografie z roku 1827

Fungovala zde krčma a ubytovávaly se zde nejvýznamnější návštěvy. Patřil mezi ně např. v roce 1608 arcivévoda Matyáš, v roce 1683 polský král Jan III. Sobieský nebo v roce 1675 hrabě Thurn, doprovázející polskou královnu Eleonoru Marii Josefu při cestě do Vídně.
Sousední, později přikoupený dům byl nazýván "Malou Tavernou". Občasné divadelní produkce se konaly v těchto budovách pravděpodobně již od 60. let 17. století, teprve v r. 1733 však bylo ve východním křídle vystavěno vlastní divadlo lóžového typu s hlubokým perspektivním jevištěm. Sál obsahoval dvojí parter, galerii a dvě řady lóží.
Po požárech v letech 1785 a 1786 byly zřízeny taneční sály a kromě divadelních představení se zde konaly také honosné bály a oslavné akce u příležitosti pobytu císaře Leopolda II. v roce 1791 či císaře Františka I. v letech 1804 a 1808. V té době se divadlo jmenovalo "Královské městské národní divadlo", německy "Königlichstädtisches National Theater".
Po dalším požáru na začátku 19. století byl nejprve opraven divadelní sál, taneční sál v roce 1814. Na konci 19. století byl taneční sál používán jako městská tržnice. Zásadní přestavbu prodělala Reduta po roce 1918, kdy se z německého divadla stala scéna, v níž se hrálo střídavě česky a německy. V té době se používal jako divadelní sál původně taneční sál ve východním křídle. Přestavěno a zmodernizováno bylo i zázemí divadla.

## Současná podoba divadla
Budova byla v roce 1993 pro havarijní stav uzavřena. Po rekonstrukci, jejímž cílem bylo skloubení historických prvků s moderním provozem divadla, byla Reduta v roce 2005 znovu otevřena. Jako jediná budova z komplexu Národního divadla v Brně nenese jméno po známé osobnosti. Pod vedením Petra Štědroně, Dory Viceníkové a Jana Mikuláška se Reduta stala jednou z nejprogresivnějších a nejoceňovanějších scén v Česku.
Divadlo má dva sály – Divadelní sál a Mozartův salonek. V budově se nachází také kavárna.
Divadelní sál je komorní prostor s kapacitou pro 325 diváků. Hlediště je vystavěno na eliptickém půdoryse, v celé šíři místnosti probíhá v prvním pořadí balkón s výrazným vnitřním obloukovitým prohnutím. Identicky je řešen také druhý balkón využívaný jako technické zázemí. Do prostoru proscenia zasahují krátké, konkávně projmuté balkóny.

## Divadelní představení

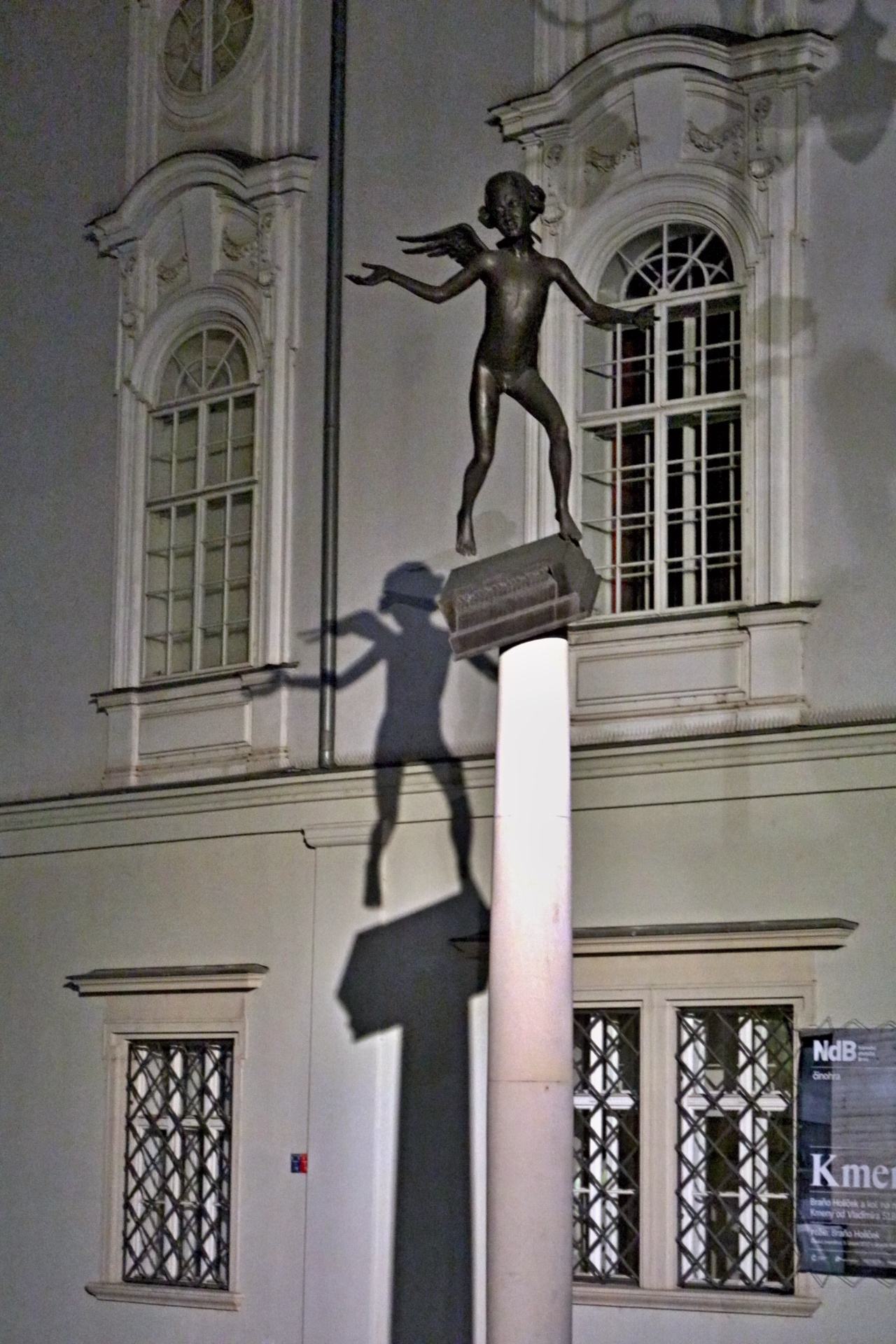
Mozartův pomník před Redutou

Po předchozím obdobím, kdy probíhala občasná vystoupení, bylo divadlo oficiálně otevřeno 28. 11. 1733.
V roce 1767 byla na této scéně údajně předvedena i první opera v českém jazyce Zamilovaný ponocný. Byla nastudována bádenskou divadelní společností německých herců řízenou Matyášem Meningrem.
Téhož roku v prosinci zde se svojí sestrou Nanerl koncertoval jedenáctiletý Wolfgang Amadeus Mozart.